# 40 piosenek Jerzego Połomskiego
40 piosenek Jerzego Połomskiego – dwupłytowy album kompilacyjny Jerzego Połomskiego zawierający jego największe przeboje, wydany w 2010 roku jako część serii Polskie Nagrania - Kompilacje.

## Lista utworów
| CD 1: Wszystko dla pań 1. „Bo z dziewczynami” – (03:47) 2. „Wszystko dla pań” – (02:18) 3. „Tylko ona jedna” – (02:53) 4. „Przyszłaś do mnie jak piosenka” – (02:48) 5. „Po co są dziewczyny” – (02:48) 6. „Tak daleko nam do siebie” – (04:09) 7. „Dziewczyna jest niebezpieczeństwem” – (02:39) 8. „Bal na dwoje serc” – (03:42) 9. „Te, co mnie kochały” – (03:05) 10. „Kochaj mnie mniej” – (03:02) 11. „Nieudane dni” – (03:28) 12. „Każdemu wolno kochać” – (02:51) 13. „Kiedy znów zakwitną białe bzy” – (03:03) 14. „Czy pamiętasz tę noc w Zakopanem” – (03:25) 15. „Trudno” – (03:20) 16. „Piosenka dla Marie” – (02:18) 17. „Błękitna chusteczka” – (02:07) 18. „Nie zapomnisz nigdy” – (02:53) 19. „Może po latach” – (04:11) 20. „Mój dom na ciebie czeka” – (02:54) |  | CD 2: Iść za marzeniem 1. „Sentymentalny świat” – (03:36) 2. „A mnie jest szkoda lata” – (04:23) 3. „Jak to dziewczyna” – (04:43) 4. „Moja miła, moja cicha” – (03:45) 5. „Daj” – (03:03) 6. „Jest bałałajka” – (03:02) 7. „Czy moja” – (03:27) 8. „Taką cię wymysliłem” – (03:17) 9. „Wszędzie ty” – (04:18) 10. „Co mówi wiatr” – (04:14) 11. „Arlekin” – (04:11) 12. „Preludium deszczowe” – (03:08) 13. „Menuet dla króla Stasia” – (04:04) 14. „Słyszysz, pędzą sanie” – (06:06) 15. „Ballada o zimowej dziewczynie” – (03:52) 16. „Mężowie pięknych żon” – (03:52) 17. „Żyje ot, byle jak” – (03:36) 18. „Nie przyznam się” – (03:44) 19. „Za późno” – (03:15) 20. „Iść za marzeniem” – (03:46) |